# کلودیو سالتو
کلودیو سالتو (انگلیسی: Claudio Salto؛ زادهٔ ۴ ژانویهٔ ۱۹۹۵) بازیکن فوتبال اهل آرژانتین است.
از باشگاه‌هایی که در آن بازی کرده‌است می‌توان به باشگاه فوتبال ریور پلاته اشاره کرد.